# Остфоршунг
«Остфоршунг» (нім. Ostforschung — «Вивчення Сходу») — науковий напрямок, мережа дослідницьких установ і система вивчення країн Центральної, Східної і Південно-Східної Європи, які, виникнувши в другій половині XIX століття в Австрії та Німеччині, забезпечили створення  ідеологічного фундаменту доктрини «Натиску на схід» (Дранґ нах Остен).

## Історичний нарис
Офіційне оформлення «Остфоршунга» завершилося у 1902 році, коли в Берлінському університеті почався курс викладання східновропейського країнознавства й історії. 
Координаційним органом «Остфоршунга» виступило створене у жовтні 1913 року «Німецьке товариство з вивчення Росії», в установчій грамоті якого було зазначено: «... для кращого знання Росії, її історії та сучасності повинно робитися більше, ніж раніше...». Крім координаційних завдань, товариство займалося питаннями Європейського Сходу в цілому і надавало допомогу державним органам.
У роки Першої світової війни робота організації була на деякий час припинена, проте в липні 1918 року відновлена під назвою «Німецьке товариство з вивчення Східної Європи». Активність товариства різко зросла після укладення між Радянською Росією і Німеччиною Раппальского договору 1922 року, Товариство деякою мірою відігравало роль культурної та наукової інстанції, що виконувало функції посередника між радянськими і німецькими державними структурами.
З приходом до влади Гітлера основний напрямок діяльності було націлено на потреби режиму нацистів. У дослідницькій роботі почав затверджуватися напрямок політики завоювання нових територій на Сході, знищення і поневолення слов'янських народів, обґрунтовувалася теорія «життєвого простору на Сході», забезпечувалось ведення розвідувальної і підривної роботи проти східних держав і т. п.[неавторитетне джерело][джерело?].
У 1949 році система «Остфоршунг» була відроджена у Західній Німеччині, а в 1952 році, в доповнення до неї, з'явилося «Товариство Південно-Східної Європи»; обидві організації задекларували своєю метою розвиток багатопрофільних контактів з країнами Східної і Південно-Східної Європи[неавторитетне джерело][джерело?].